# Castejón de las Armas
Castejón de las Armas – gmina w Hiszpanii, w prowincji Saragossa, w Aragonii, o powierzchni 16,19 km². W 2011 roku gmina liczyła 118 mieszkańców.